# Miguel Primo de Rivera
Miguel Primo de Rivera y Orbaneja (Jerez de la Frontera, 8 de enero de 1870-París, 16 de marzo de 1930) fue un militar español que gobernó como dictador entre 1923 y 1930. Asimismo, durante ese período llegó a ostentar los cargos de Alto comisario de España en Marruecos y ministro de Estado.
Entró siendo joven en el ejército y estuvo destinado en Marruecos, Cuba y Filipinas hasta ascender a general. Entre 1922 y 1923 desempeñó el puesto de capitán general de Cataluña. Primo de Rivera, que se veía a sí mismo como el «cirujano de hierro» costiano, tras encabezar el 13 de septiembre de 1923 un golpe de Estado que contó con el visto bueno del monarca Alfonso XIII, dejó en suspenso la Constitución de 1876, e instauró una dictadura en la forma de un directorio militar entre 1923 y 1925, al que siguió un directorio civil presidido por él mismo entre 1925 y 1930.
Durante el transcurso de la dictadura —en el contexto de un ciclo económico exterior expansivo desde 1924 hasta 1929— se produjo un importante crecimiento económico y se desarrolló una política intervencionista y proteccionista con inversión en obras públicas e infraestructuras. Primo de Rivera consiguió encauzar el problema de Marruecos gracias a la operación del desembarco de Alhucemas de 1925 y, en 1927, fundó la Asamblea Nacional Consultiva, considerada la primera Cámara de carácter corporativista en Europa durante el período de entreguerras, que llegaría a elaborar un anteproyecto de Constitución de carácter antiliberal y autoritario. Crecientemente impopular, dimitió el 28 de enero de 1930 tras perder el favor del monarca y del ejército, y se trasladó a París, donde falleció poco más tarde.
Fue ii marqués de Estella y grande de España.

## Biografía

### Juventud
Miguel Primo de Rivera nació el 8 de enero de 1870 en Jerez de la Frontera, provincia de Cádiz. Hijo de Miguel Primo de Rivera y Sobremonte, y de Inés Orbaneja y Pérez de Grandallana, pertenecía a una familia jerezana de tradición militar, carrera que siguieron su abuelo José Primo de Rivera, su tío Fernando Primo de Rivera y Sobremonte, o su hermano Fernando Primo de Rivera y Orbaneja. Su infancia en el seno de la aristocracia terrateniente jerezana fue cómoda; aunque una súbita quiebra económica llevó a su familia a mudarse a una vivienda más modesta.

### Carrera

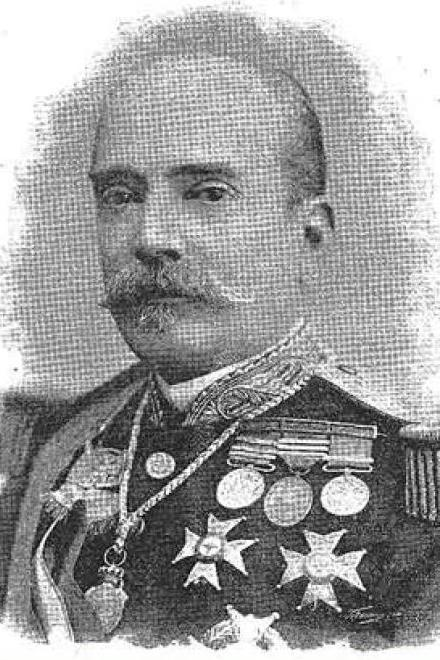
La figura de su tío Fernando, que había vuelto a España de Filipinas en 1883, marcó al joven Miguel, que vio en él un ejemplo de éxito a imitar.

Primo de Rivera, que se trasladó de su Jerez natal a Madrid en 1882, fue hospedado por su tío José. A la edad de catorce años ingresó en la Academia Militar y, ya graduado, fue destinado en 1893 a Melilla. Como reconocimiento a sus méritos militares en la toma de Cabrerizas Altas durante la guerra de Margallo, recibió la Cruz de San Fernando y fue promovido a capitán. Desarrolló la mayor parte de su carrera militar en territorios de ultramar, como Marruecos, Cuba y Filipinas.
Estuvo destinado en Cuba entre 1895 y 1897 en dos estancias independientes, la primera acompañando al general Arsenio Martínez Campos hasta el cese de este en enero de 1896 y, la segunda, acompañando a su tío Fernando Primo de Rivera desde septiembre de 1896 hasta marzo de 1897. Ambos Primo de Rivera fueron enviados a Filipinas, donde Miguel tuvo que negociar con unos grupos de insurgentes filipinos sin apoyo de una escolta. Se embarcaron hacia la península antes del estallido de la guerra hispano-estadounidense.
Contrajo matrimonio en 1902 con Casilda Sáenz de Heredia, hija del último alcalde de La Habana bajo dominio español, con quien tuvo seis hijos antes de su fallecimiento en 1908. En 1908 fue ascendido a coronel y en 1909 destinado al norte de África, donde tomó parte en la guerra de Melilla. Fue herido en octubre de 1911 durante la campaña del Kert cuando lideraba el regimiento de infantería San Fernando. En 1911 fue ascendido al rango de general —de brigada; sería ascendido, a su vez, a general de división en 1914—. En 1915 estaba en la península y fue nombrado gobernador militar de Cádiz. Fue uno de los primeros socios del Centro de Acción Nobiliaria.
Debido a su trayectoria militar, estaba vinculado al grupo de militares africanistas, aunque en un primer momento se pronunció a favor del abandono del protectorado norteafricano.
Ascendido a teniente general en julio de 1919, fue capitán general de Valencia, de Madrid y de Cataluña. En Valencia se enfrentó a la problemática del terrorismo anarcosindicalista y llegó a aplicar expeditivos métodos para reprimirlo. Primo de Rivera llegó a sugerir, por primera vez en 1917 —lo volvería a hacer en 1921 y 1923—, la posibilidad de realizar un trueque con el Reino Unido intercambiando Ceuta y Gibraltar, tesis abandonistas que le supondrían el cese como gobernador de Cádiz en 1917 y como capitán general de Madrid en 1921. En 1920 resultó elegido senador por la provincia de Cádiz. Ya en 1921 habría tenido deseos de acceder al Gobierno. Primo de Rivera, que perdió a su hermano Fernando en el desastre de Annual, tras sus declaraciones en noviembre de 1921 en el Senado a favor del abandono de las colonias norteafricanas, las cuales causaron un enorme revuelo —y en las que habría afirmado «Yo estimo, desde un punto de vista estratégico, que un soldado más allá del Estrecho, es perjudicial para España»—, fue destituido de su cargo de capitán general de Madrid por el Gobierno, ferviente partidario de la permanencia en África. Heredó de su tío Fernando el marquesado de Estella.
En mayo de 1922 fue nombrado capitán general de Cataluña. En Barcelona estableció vínculos con Severiano Martínez Anido, gobernador civil de la provincia de Barcelona, y con Joaquín Milans del Bosch, excapitán general. Durante su mandato promovió a los Sindicatos Libres para la represión sindical y se convirtió en un favorito de los propietarios industriales y agrícolas catalanes.

### Golpe de Estado
En un clima político influido por el Desastre de Annual —y el Expediente Picasso—, Primo de Rivera empezó a hacer los preparativos para llevar a cabo un pronunciamiento militar. En septiembre de 1923 el entonces capitán general de Cataluña se trasladó a Madrid para tratar de recabar apoyo para el planeado pronunciamiento, que no llegó de Francisco Aguilera y Egea, un general veterano con ascendencia que habría albergado anhelos de «salvar a España», pero sí de un grupo de generales africanistas opuestos a este último conocido como el Cuadrilátero. Juan O'Donnell se sumó en Madrid el día 12 a última hora a la conspiración, decantando así hacia el golpe también a Diego Muñoz Cobos. Primo había vuelto a Barcelona el día 9.

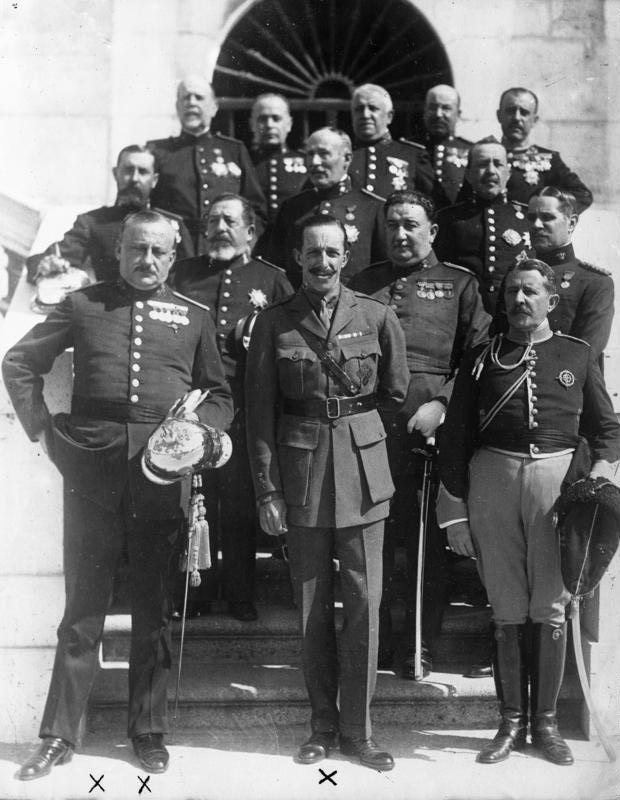
Primo de Rivera (abajo a la izquierda) acompañando junto a otros militares a Alfonso XIII.

Finalmente, la medianoche del 12 al 13 de septiembre, Miguel Primo de Rivera proclamó en Barcelona el estado de guerra y sacó a los militares a la calle, que fueron ocupando los edificios clave de la ciudad. Lo mismo sucedió en el resto de las capitales catalanas. En la región catalana contó no solo con el apoyo de los militares, sino también del somatén, de los industriales y de los sectores conservadores en general. Fuera de Cataluña ocurrió lo mismo en Zaragoza y en Huesca, donde también fueron tomados por los militares los lugares estratégicos gracias a que Sanjurjo había logrado convencer al capitán general de Aragón, general Palanca, de que se «abstuviera» de intervenir. En las primeras horas el pronunciamiento no encontró ninguna oposición.
A lo largo del día 13, Primo de Rivera dio la consigna a sus subordinados de «esperar y resistir», y se dedicó a realizar diversas declaraciones tranquilizadoras a la prensa, eludiendo todas las cuestiones embarazosas. Primo de Rivera se dio cuenta del aislamiento militar en que se encontraba, pues fuera de Cataluña y de Aragón ningún general le había secundado claramente. Sin embargo, aunque el Ejército no había secundado el golpe, tampoco se posicionó a favor de defender el régimen constitucional. El Gobierno, por su parte, se mostró dividido. Solo dos ministros manifestaron su oposición frontal al golpe —Portela Valladares y el almirante Aznar—, mientras que el resto mantuvo una actitud titubeante. El almirante Aznar, de hecho, se negó a que la Armada bombardease Barcelona. El día 14 el rey regresó a Madrid desde San Sebastián y, en la reunión que mantuvo con el jefe de gobierno, García Prieto, no respaldó a este cuando propuso convocar a las Cortes y destituir a los mandos militares rebeldes.
Acto seguido, García Prieto dimitió. Tras realizar diversas gestiones, Alfonso XIII acabó llamando a Primo de Rivera a Madrid. A la una y cuarto de la tarde, el rey otorgó el poder a Primo de Rivera y, a continuación, el capitán general Muñoz Cobos declaró el estado de guerra en Madrid. De acuerdo con Ucelay-Da Cal y Susanna Tavera, el golpe de Primo de Rivera habría finiquitado uno de los logros del canovismo: la desacreditación del «recurso interclasista a la insurrección» como herramienta política.

### Dictadura

#### Directorio militar

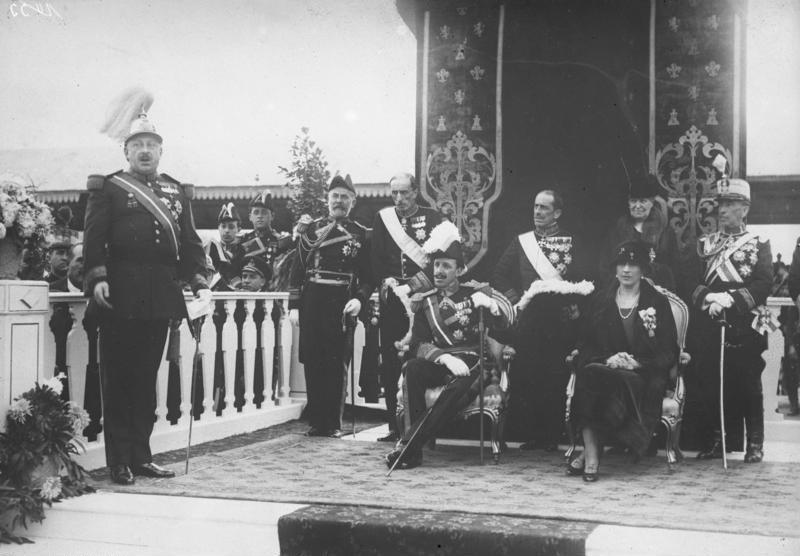
Primo de Rivera pronuncia un discurso ante los reyes.

El pronunciamiento fue bien acogido por el ala maurista de Antonio Goicoechea, el resto de partidos no dinásticos, medios de opinión, las organizaciones patronales e incluso, tras un impás de pasividad, por buena parte de la ciudadanía. El monarca, que afirmó haber tenido conocimiento previo de los planes del golpe, apoyó de manera entusiasta el período inicial de la dictadura. El directorio militar suspendió las garantías constitucionales, declaró el estado de guerra y procedió a destituir de golpe a todos los gobernadores civiles en las provincias, sustituyéndolos por los gobernadores militares. En su traslado desde Barcelona hacia Madrid Primo decidió sobre la marcha continuar con el directorio militar una vez llegado a Madrid en vez de instaurar el previsto directorio civil presidido por él mismo.

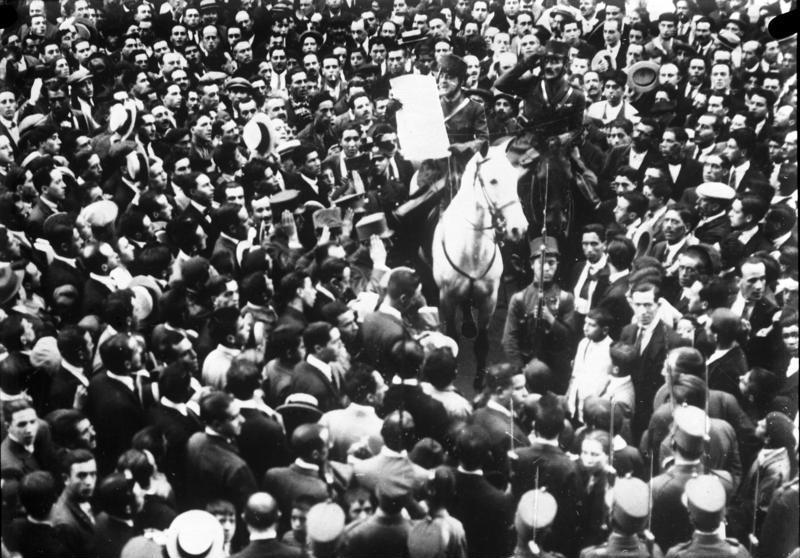
Anuncio del gobierno de Primo de Rivera en 1923 en Madrid.

En septiembre de 1923 extendió el somatén, la milicia tradicional catalana, a todo el territorio español mediante el Real Decreto de 17 de septiembre de instauración del Somatén Nacional. Mediante Real Decreto de 30 de septiembre se llevó a cabo el cese de todos los concejales de los ayuntamientos, con la posterior sustitución por juntas de vocales —contribuyentes no elegidos democráticamente—, en un proceso dirigido por la autoridad militar; estos vocales serían los encargados de elegir al alcalde y al resto de cargos municipales.
Tras el golpe de 1923 el grupúsculo con veleidades fascistas de La Traza (posteriormente «Partido Somatenista Civil Español» y «Federación Cívico-Somatenista») maniobró para tratar de constituirse en el movimiento civil del régimen. En noviembre de 1923, Primo de Rivera efectuó un viaje a Italia junto a Alfonso XIII para reunirse con Mussolini, donde compararía el fascismo con su movimiento al dictador italiano, así como el somatén con los camisas negras. A su vuelta a España el 1 de diciembre, una comitiva de alrededor de 300 miembros de la diminuta organización Federación Cívico Somatenista recibió al monarca y al dictador con un espectáculo fascista y, al día siguiente, Alfonso XIII y Primo de Rivera recibieron un baño de masas con 250 000 asistentes a la ceremonia de condecoración del primero con la medalla del somatén celebrada en Barcelona. Los planes de proyección de La Traza se vieron finalmente truncados, cuando en un intento de ocupar el espacio dejado por los partidos conservadores y liberales dinásticos, Primo de Rivera puso en marcha la Unión Patriótica como partido oficial del régimen en abril de 1924, aunque los orígenes de esta organización hay que trazarlos hasta la Unión Patriótica Castellana de Ángel Herrera Oria. La composición del partido —cuyo lema era el tríptico de resonancias carlistas de «Patria, Religión y Monarquía»— fue variopinta; en este, según José Manuel Cuenca Toribio, confluyeron miembros de la burguesía rural, de las clases urbanas, funcionarios, labradores y, en segunda instancia, oportunistas. El periódico La Nación, prolongación de La Acción de Manuel Delgado Barreto, pasaría a ejercer el rol de portavoz de Primo de Rivera y de la Unión Patriótica desde su fundación el 16 de octubre de 1925. En cambio El Debate, que estuvo relacionado con la fundación de la Unión Patriótica Castellana, tras ofrecer un fervoroso apoyo inicial a Primo de Rivera, adoptó posteriormente una posición más tibia hacia el régimen.
El directorio militar buscó la anulación de la anarquista Confederación Nacional del Trabajo (CNT) aumentando las medidas represivas sobre esta. Poco después del golpe de 1923, Primo de Rivera consiguió atraer al Partido Socialista Obrero Español (PSOE) y a la Unión General de Trabajadores (UGT) para colaborar con la dictadura. Aunque el Partido Comunista de España (PCE) tenía una relevancia limitada en aquel momento, Primo de Rivera llegó a emplear a posteriori la amenaza del comunismo como uno de los argumentos justificadores de su golpe y, aunque de forma precaria, se permitió la publicación de su medio La Antorcha; las sedes del partido fueron saqueadas y cerradas a finales de 1923.
Por Real Decreto de 12 de enero de 1924 procedió a disolver las diputaciones provinciales, con excepción de las de Álava, Guipúzcoa, Vizcaya y Navarra, quedando a discreción del gobernador civil correspondiente la elección de los nuevos diputados provinciales.

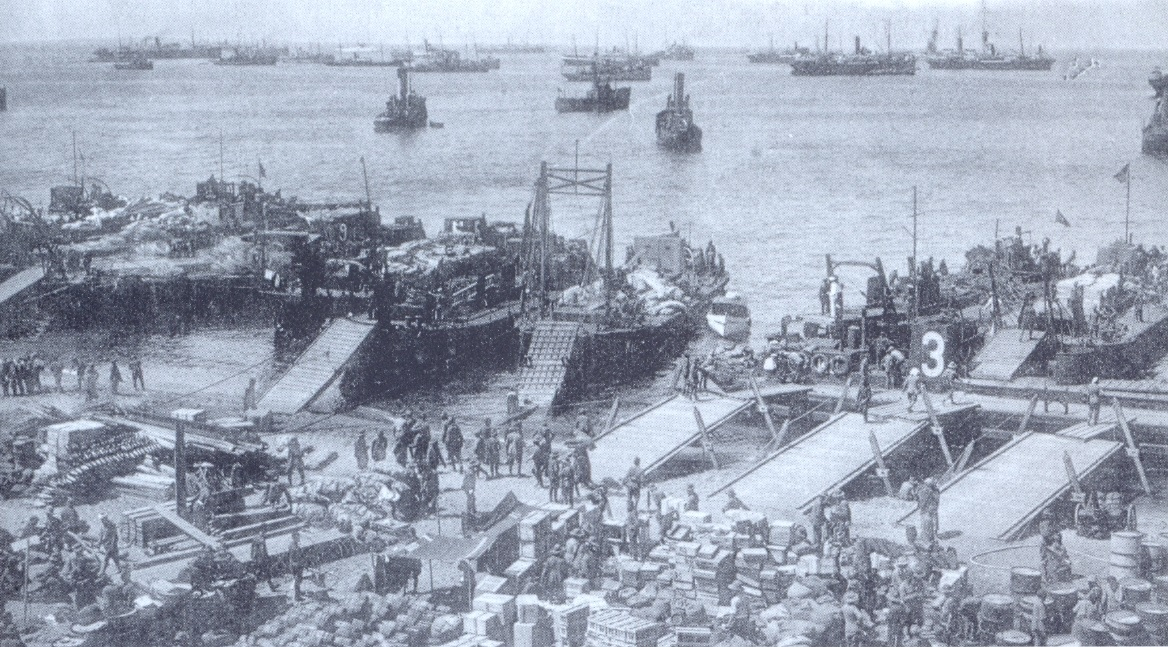
Desembarco de Alhucemas, septiembre de 1925.

La estrategia de Primo de Rivera en el protectorado careció de un esquema claro a largo plazo y tomó decisiones improvisadas sobre la base de principios pragmáticos, planteando soluciones según aparecían los diferentes problemas. Tras la dimisión presentada en octubre de 1924 por el alto comisario de Marruecos Luis Aizpuru, Primo de Rivera se nombró a sí mismo alto comisario.
En noviembre se produjo la retirada de Xauen, efectuada tras la caída de la ciudad el día 17 y sufriendo un gran número de bajas, en el marco de un repliegue de la presencia militar española a zonas con más posibilidades de ser defendidas con éxito de los ataques de los rifeños de Abd el-Krim. Tras el ataque rifeño al protectorado francés, se abrió la posibilidad de cooperación franco-española, a la que Primo de Rivera terminó aviniéndose tras ser convencido por sus colaboradores Antonio Magaz y Francisco Gómez-Jordana Sousa. Sin embargo, quedaron patentes las diferencias entre las ideas del mariscal francés Philippe Pétain, con un plan integral de ocupación del Rif para pacificar la zona, y las de Primo de Rivera, que habría albergado de forma optimista la idea de que con un desembarco en Alhucemas se conseguiría pacificar la zona, sin necesidad de continuar con la campaña alejándose de la costa.
El mencionado desembarco de septiembre de 1925 —operación con la que el monarca se había mostrado en contra—, fue comandado por Primo de Rivera y formó parte de una operación combinada con el ejército francés para acabar con la rebelión de las cabilas del Rif. Tras la operación exitosa del desembarco y una celebración de este que tuvo lugar en Melilla, se cesó a sí mismo como alto comisario, reemplazándose en el cargo por José Sanjurjo en noviembre de 1925. Tras dos años más de campaña militar, el protectorado sería pacificado totalmente en la primavera de 1927.
Primo de Rivera, que inicialmente se había apoyado en su pronunciamiento en los regionalistas catalanes de la Lliga, no tardó en dar un giro y adoptar políticas anticatalanistas. Proscribió el empleo de símbolos catalanes en actos públicos, la celebración del 11 de septiembre y clausuró asociaciones regionalistas catalanas. La dictadura tomó medidas encaminadas a imponer el idioma castellano en diferentes ámbitos, como el educativo, llevando a cabo según Josep M. Roig i Rosich una actuación «sistemática», aunque no brutal, contra el idioma catalán. Sin embargo, Enric Ucelay-Da Cal apunta hacia una actuación represiva caracterizada por una «confusa arbitrariedad» que, centrada en los símbolos, no actuó contra la prensa en idioma catalán, aumentando de hecho el número de diarios redactados en dicho idioma durante la dictadura. El 12 de marzo de 1925, Primo de Rivera procedió a abolir la Mancomunidad de Cataluña.
En diciembre de 1925 sustituyó el Directorio Militar por un Directorio Civil.

#### Directorio Civil

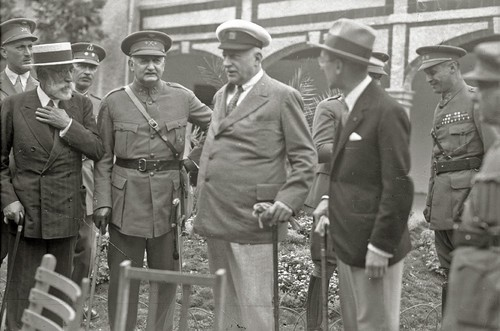
Primo de Rivera en San Sebastián en 1927.

El Directorio Militar dio paso a un Directorio Civil (1925–1930) y se creó una Asamblea Nacional Consultiva (1927).
Primo de Rivera, con motivo de la incorporación prevista de Alemania a la Liga de Naciones, solicitaría que en caso de que se abandonara la reclamación de la condición de miembro permanente de España en el consejo de la Sociedad de Naciones, se incorporara Tánger al protectorado español. Tras consumarse el acercamiento con la Italia fascista, plasmado el 7 de agosto de 1926 con un tratado de amistad entre los dos países, Primo elevó la reclamación a un ultimátum combinado incluyendo tanto la posesión de Tánger como el puesto de miembro permanente en el consejo. Rechazado aquel por Francia y el Reino Unido, Primo decidió retirar a España de la Liga de Naciones en la asamblea de septiembre de 1926. Tras el cese del ministro de Estado José Yanguas Messía por desavenencias con Primo de Rivera en febrero de 1927 —aunque posteriormente Yanguas sería nombrado presidente de la Asamblea Nacional Consultiva—, Miguel Primo se encargó de las funciones de la cartera de Estado. España volvió a ingresar en la Sociedad de Naciones un año y medio más tarde después de su salida, en marzo de 1928.
Tras el golpe fallido contra la dictadura conocido como «la Sanjuanada» acontecido en junio de 1926, que se desarrolló simultáneamente a la llamada «cuestión artillera», originada por la anulación por parte de Primo de la escala militar en la que los oficiales de artillería e ingenieros solo promocionaban por escalafón y antigüedad, la oposición constitucionalista a la dictadura pasó a ser liderada por Rafael Sánchez Guerra, relegando en dicho rol al conde de Romanones y a Melquíades Álvarez, que habían estado involucrados en el golpe. El señalamiento por parte de Primo de Rivera de Gregorio Marañón como conspirador de la Sanjuanada contribuyó al deterioro que se iba produciendo de las relaciones de la dictadura con los intelectuales, que de forma mayoritaria —excepción hecha por ejemplo de Miguel de Unamuno y Manuel Azaña— no habían mostrado particular encono contra el advenimiento de la dictadura. Unamuno había sido ya desterrado y también se tomaría acción contra Luis Jiménez de Asúa y Fernando de los Ríos.
La Asamblea Nacional elaboró un anteproyecto de Constitución, de carácter antiliberal y autoritario. El proyecto constitucional, hecho público en julio de 1929, encontró desde muy pronto el rechazo mayoritario de las fuerzas liberales, monárquicas y republicanas. Suscitó críticas en el seno de la propia Asamblea Nacional Consultiva, y ni siquiera el propio Primo de Rivera encontró satisfactorios múltiples aspectos y prerrogativas del anteproyecto.
La dictadura centró su propaganda en los logros económicos, pero lo cierto es que en el notable crecimiento económico que se produjo en esos años tuvo mucho que ver la favorable coyuntura internacional (los «Felices Años Veinte»). Su política económica se basó en una mayor intervención del Estado, a través de organismos como el Consejo de Economía Nacional creado en 1924 —sin cuyo permiso no podía, por ejemplo, instalarse ninguna industria nueva—, y en el proteccionismo de la «producción nacional». Dos logros importantes de la misma fueron la creación en junio de 1927 de la Compañía Arrendataria del Monopolio de Petróleos (CAMPSA) y de la Compañía Telefónica Nacional de España, con capital mayoritario de la ITT norteamericana. Pero donde más se hizo patente la política económica intervencionista de la Dictadura fue en las obras públicas, cuya labor fue desde las obras hidráulicas —para cuyo aprovechamiento integral se crearon las Confederaciones Hidrográficas— a las carreteras —en 1926 se fundó el Circuito Nacional de Firmes Especiales, que realizó unos 7000 kilómetros de carreteras— y los ferrocarriles —en 1926 se aprobó un ambicioso proyecto de construcciones ferroviarias, el llamado Plan Guadalhorce—. También se llevó la electricidad al mundo rural. Incapaz de recaudar lo suficiente mediante los impuestos, perjudicado por el fraude fiscal, tuvo que echar mano de la emisión de deuda pública y del maquillaje presupuestario.

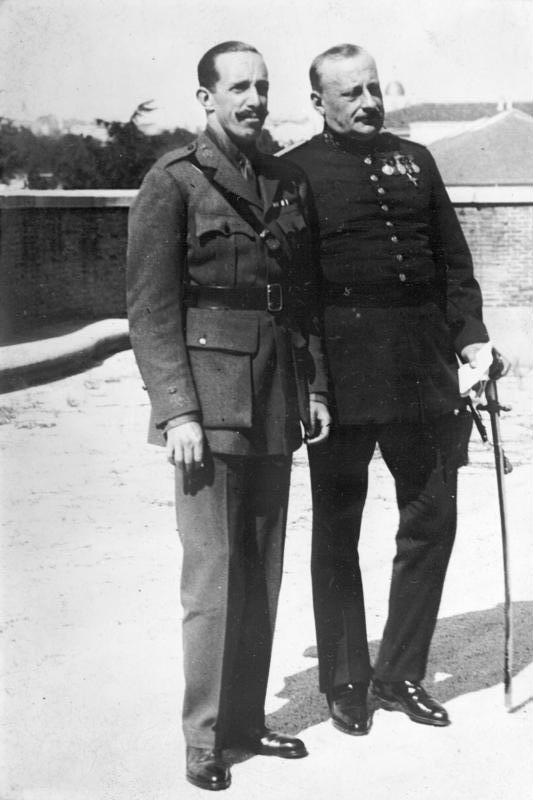
«A mí no me borbonea nadie». Según Miguel Maura, Primo repetía esta frase en los últimos días de la dictadura.

El cambio de la peseta, que en el periodo 1926-1927 había experimentado una tendencia al alza, modificó dicha tendencia en 1928, entrando de nuevo en una fase de devaluación; aparecieron incluso defensores —como Flores de Lemus— de fijar el cambio al patrón oro. Esta situación económica fue uno de los factores detrás del desgaste y dimisión del ministro de Hacienda Calvo Sotelo. El cambio de la peseta en relación con la libra esterlina casi se triplicó e hizo que la mejora económica se esfumara.
En enero de 1929 aconteció otro intento de golpe fallido para derrocar a la dictadura liderado por José Sánchez Guerra. La sentencia del tribunal militar que juzgó al político cordobés —encarcelado tras la intentona en un barco-prisión en Valencia— que absolvió a este y al resto de enjuiciados en el proceso iniciado el 25 de octubre y presidido por el general Federico Berenguer, habría supuesto simbólicamente —según Eduardo de Guzmán— «una condena de muerte a la dictadura».

### Caída de la dictadura y exilio
Desilusionado, crecientemente impopular, tras haber perdido el apoyo del monarca Alfonso XIII y el grueso de los mandos militares —con excepciones como el general Sanjurjo— Primo de Rivera experimentó un agravamiento de su condición física debido principalmente a la diabetes. En enero de 1930 se preparaba en Andalucía una conspiración para el día 28 de la que estarían al tanto Manuel Burgos Mazo, Diego Martínez Barrio, Miguel Maura, Carlos de Borbón —y probablemente el propio monarca— que iba a ser dirigida por el general Goded, gobernador militar de Cádiz. Aunque no llegó a suceder, Primo de Rivera terminó dimitiendo el 28 de enero, alegando razones de salud, y se exilió en París. El monarca asignó el gobierno al general Dámaso Berenguer, dando paso al periodo conocido como la «Dictablanda», con el que se pretendía volver gradualmente a la normalidad constitucional previa a 1923.
Seis semanas más tarde, el 16 de marzo de 1930, falleció en París, en el célebre hotel "Pont Royal", en la rue du Bac, a causa de la diabetes que padecía en conjunción con los efectos de una gripe. Su muerte sucedió poco tiempo después de que sus hijas abandonaran el hotel, mientras Miguel leía un correo que le había llegado desde España. Al llegar, aquellas lo encontraron sentado, con las gafas a punto de resbalar, el correo pegado al pecho y una mano en el brazo del sillón. Sus hijas pensaban que dormía, hasta que se percataron que no respiraba. Llamaron al médico, quien acudió y determinó el fallecimiento por diabetes. Sus restos fueron enterrados en el cementerio de San Isidro, en Madrid, aunque más tarde se trasladaron a la Basílica de la Merced de Jerez de la Frontera, como él pidió en su frase: «Si cien veces naciera, desearía fuese en Jerez, a Jerez quiero venir a morir, y en Jerez deseo se guarden mis cenizas».
El 17 de marzo, al día siguiente de su fallecimiento, el féretro fue llevado a la estación de Austerlitz para su traslado a España. El cortejo fúnebre desfiló por París con honores, pues Primo de Rivera ostentaba el gran cordón de la Legión de Honor. Estuvieron presentes el ministro francés de la Guerra, André Maginot, y el general Pétain, con quien había comandado el desembarco de Alhucemas. En la estación se esperaba la representación oficial española encabezada por el ministro de Estado duque de Alba. Sin embargo cuando el tren llegó a Irún no hubo autoridad alguna, de lo que se quejó José Calvo Sotelo en un artículo publicado en ABC: «Al descender en la estación de Irún... no aparecía en forma alguna la España oficial, ¡ni un pelotón de tropa! Guardias Civiles y Carabineros, sí; pero nosotros no éramos delincuentes ni contrabandistas».
En 1947, diecisiete años después de su fallecimiento, fue nombrado capitán general del Ejército a título póstumo por el gobierno de Francisco Franco.

## Pensamiento y política

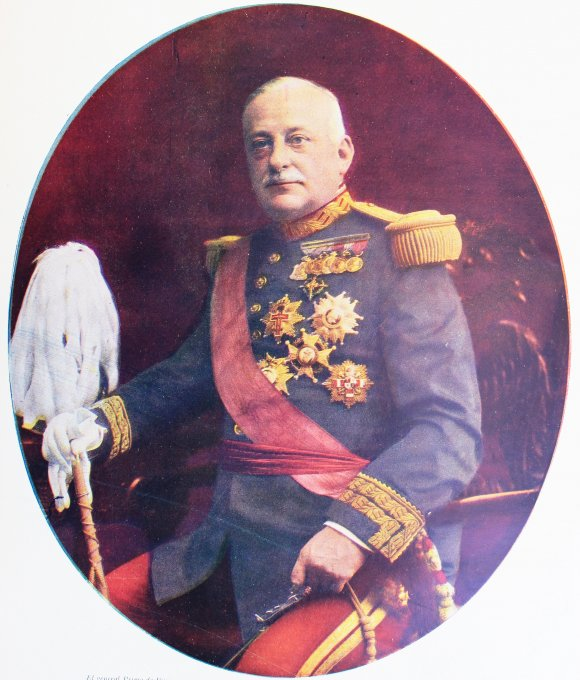
Retrato de Primo de Rivera

Su régimen se presentó inicialmente como regeneracionista y de carácter provisional, y el propio Primo de Rivera llegó a afirmar que su directorio militar duraría solo tres meses. Sin embargo, no tardó en crear un partido político, la Unión Patriótica, como base política del régimen. Impresionado por el fascismo italiano, llegó a llamar a Mussolini en una visita a Italia «mi inspiración y maestro». Primo de Rivera intentaría institucionalizar el régimen durante el Directorio Civil.
Pedro Carlos González Cuevas apunta que, a diferencia del fascismo, su dictadura no fue más que un típico régimen burocrático-conservador o militar-corporativista, además de señalar también la falta de inquietudes culturales y el desprecio manifiesto a la intelectualidad por parte de Primo de Rivera. Gabriele Ranzato apunta que su aversión visceral a la intelectualidad estuvo animada por un complejo de inferioridad. Martin Blinkhorn señala que Primo fue un «benevolente y sincero paternalista». Stanley G. Payne indica que el fascismo italiano —a pesar de que no estaba en los objetivos del régimen un calco del mismo— fue, en cualquier caso, lo «más cercano a un modelo» que tuvo la dictadura. Para Gonzalo Fernández de la Mora, su dictadura constituyó «un híbrido de pretorianismo decimonónico y de regeneracionismo finisecular», mientras que Raúl Morodo la interpretó como la «institucionalización regeneracionista del bonapartismo». Alejandro Quiroga destaca que Primo, defensor ya desde 1916 del adoctrinamiento popular del nacionalismo, empleó durante su dictadura al Ejército como herramienta para nacionalizar a las masas mediante la propaganda de ideas patrióticas ejecutada por oficiales a lo largo del país.
El pensamiento político de Primo de Rivera, que se veía a sí mismo como el «cirujano de hierro» regeneracionista de Joaquín Costa, y que también añadió a su ideario el concepto de «revolución desde arriba» de Antonio Maura, es descrito por Raymond Carr como «primitivo, personal y naíf». En palabras de Richard Herr, era «demasiado campechano como para poder compararse con Mussolini». A pesar de dedicar muchas horas a sus quehaceres de gobierno, sus hábitos de vida eran muy desordenados.

## Vida familiar y personal

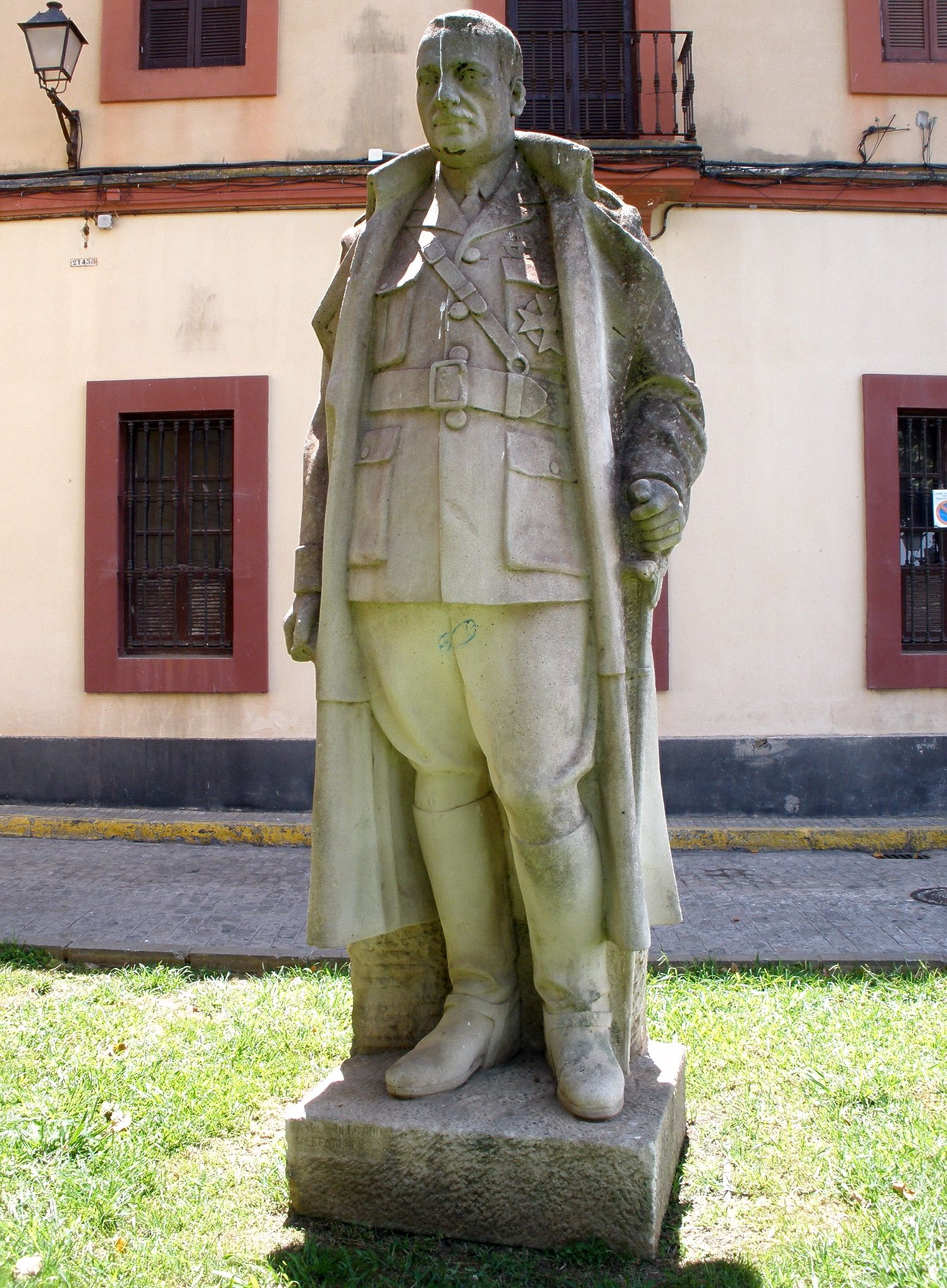
Estatua de Miguel Primo de Rivera en Cádiz

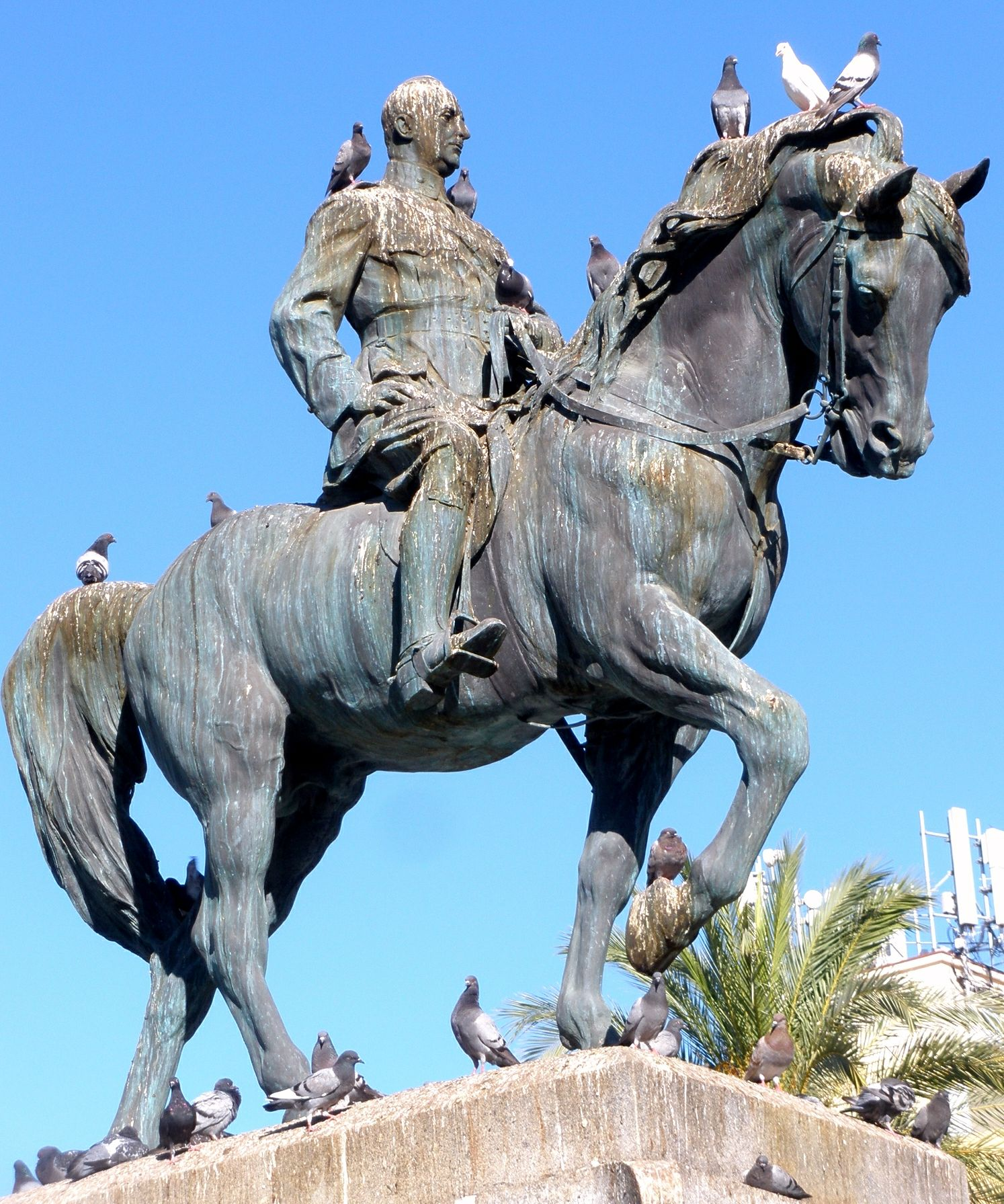
Monumento a Miguel Primo de Rivera en su Jerez de la Frontera natal

De su enlace en 1902 con Casilda Sáenz de Heredia y Suárez de Argudín (1879-1909), tuvo Primo de Rivera seis hijos: José Antonio, Miguel, Carmen, Pilar, Ángela y Fernando.
En 1928, tras una amistad de varios años, obtuvo real licencia para contraer matrimonio con Mercedes Castellanos, más conocida como "Niní" Castellanos, aunque el matrimonio no se llevaría a cabo.

## Reconocimientos
- Cruz de Primera Clase de la Orden de San Fernando (1894)[169]
- Gran Cruz de la Orden del Mérito Militar (1913)[170]
- Gran Cruz Laureada de la Real y Militar Orden de San Fernando (1925)[171]
- Gran Cruz de la Orden del Mérito Naval con distintivo rojo (1925)[172]
- Gran Cruz de la Real y Militar Orden de San Hermenegildo (1925)[173]
- Doctor honoris causa por la Universidad de Salamanca (1926)[n. 11][174]
- Gran Cruz de la Orden de Cristo (1927)[175][176]
- Collar de la Orden de Isabel la Católica (1929)[177]
- Gran Cruz de la Orden de la Torre y de la Espada, del Valor, Lealtad y Mérito (1929)[176]

En su casa natal (que acogió un conservatorio de música) se empezó a montar un museo a su figura, recabando objetos personales y de valor. Incluso se llegó a colocar una lápida diseñada por Francisco Hernández-Rubio y Gómez, pero el proyecto quedó paralizado y la casa abandonada.